# Kybos laurifoliae
Kybos laurifoliae är en insektsart som beskrevs av Mitjaev 1999. Kybos laurifoliae ingår i släktet Kybos och familjen dvärgstritar.
Artens utbredningsområde är Kazakstan. Inga underarter finns listade i Catalogue of Life.